# Александар Балабанов
Александар Михаилов Балабанов (Штип, 18. јануар 1879 — Софија, 30. новембар 1955) био је виђен бугарски књижевник, преводилац и критичар, дугогодишњи предавач на Софијском универзитету Свети Климент Охридски и члан Македонског научног института.

## Биографија
Александар Балабанов рођен је у Штипу, тада Османско царство, данас Македонија, од оца Јермена и мајке Бугарке. Средње образовање млади Балабанов стекао је у Софији, а потом је студирао класичну филологију у Немачкој. Са студијама језика и књижевности повезана је и његова каријера. Балабанов је професор и оснивач одељења класичне филологије на Софијском унивезитету. Преводио је класична дела са старогрчког и латинског, укључујући и делове Илијаде и Одисеје. Један је од најпознатијих тумача Гетеовог Фауста, а његов превод је први превод овог дела на бугарски језик.

## Дела
Значајан део његовог професионалног рада посвећен је регистрацији периодике. Међу њима су биле и новине “Време” (1908), часопис “Уметник” (1905-1909), чији је био уредник. Оснивач је и уредник недељника “Развигор” (1921-1927), који је био први књижевни часопис у земљи.
Већи део Балабановог опуса, који укључује песме, драме и чланке, разбацан је по различитим новинама и часописима. У својим мемоарима “Да сам ја на овом свету...” открива широко платно ситуације Бугара са обе стране западне границе. Балабанов је такође био познат као покровитељ младих талената. Његово најимпресивније откриће је Јана Јазова, која је била и прототип за главни лик његових романа “Ана Дулгерова” (1936), “Капетан” (1940) и “Залив соли” (2003). Нека од писама које су размењивали Балабанов и Јазова објављена су у књизи “Мојра” (1996).
Као професор и један од најактивнијих присталица одржања исправног бугарског језика, посветио је неколико чланака тој теми, а најпознатији од њих је “Слепи граматичари”.
Активност Александра Балабанова повезана је са судбином бугарске земље, коју је морао да напусти након Берлинског конгреса 1878. године.
Често је објављивао задатке које му је давао ВМРО, чији је циљ био да привуче европску пажњу на проблеме Бугара у Македонији и Тракији.
Након пораза Бугарске у Другом балканском рату 1913. године, Балабанов је био члан синдиката Националне уније који се борио против србизације и хеленизације Бугара у Македонији. Основао је посебну делегацију у име македонских Бугара и преговарао је са страним представницима. Датума 2. августа, делегација се састала са министром Аустро-Угарске, грофом Адамом Тарновским, и навела да су македонски Бугари, с обзиром на тешку ситуацију, спремни да приме католичаство како би сачували традицију и фолклор.
Истог месеца, Централни комитет ВМРО дозволио је Балабанову, Георгову и Павлову да посете европске престонице како би упознали власти са ситуацијом бугарске популације под грчким и српским властима и промовисали идеју о давању аутономије Македонији. Три посете Санкт Петербургу, Бечу, Берлину и Лондону повезале су их са локалним политичким круговима и посете делегације су биле потрвђене писањем штампе. У Бечу је организован митинг 22. августа, на челу са Леополдом Мондалом. Тада је усвојена резолуција којом се апелује на велике силе да се залажу за елиминацију неправде над Букурештом. Балабанов је на митингу рекао:
Нећемо престати да тражимо аутономију за Бугаре у Македонији, у супротном неће бити мира на Балкану.
Делегација је примљена од стране министра спољних послова, грофа Леополда Бертхолда, који им је обећао да ће се аустроугарска влада потрудити да допринесе ревизији Букурешког уговора.